# Jean-Baptiste de Règemorte
Jean-Baptiste de Règemorte (... – 1725) è stato un ingegnere francese distintosi principalmente per la costruzione del ponte di Blois e del canale del Loing.

## Biografia
Il cognome de Règemorte si riferisce a quattro ingegneri della stessa famiglia attivi nel XVIII secolo, e grazie a M. Vignon si può conoscere in modo preciso quanto realizzato, da ciascuno di essi, tra le grandi opere pubbliche di quel periodo.
Jean-Baptiste, ingegnere di origine olandese, dopo aver lavorato sotto Vauban alle fortificazioni di Neuf-Brisach, nel 1718 fu nominato ingegnere dei ponti e delle strade della provincia di Alsazia, ma fu presto sostituito da suo figlio Noël e si trasferì ad Orléans, dove fu successivamente assistente di Jacques Gabriel per la costruzione del ponte Jacques-Gabriel di Blois e incaricato, nel 1718, dell'esecuzione del canale del Loing.
In 1720, fu nominato ingegnere del servizio di gestione delle chiuse della Loira a valle di Orléans in sostituzione di Poitevin e morì nel 1725, avendo ottenuto, già nel 1723, che il suo secondo figlio Antoine fosse aggregato a lui, con promessa di successione nella direzione delle opere della Loira e dei canali di Loing e Orleans.